# Зелений Черокі
Зелений Черокі — екзотичний сорт помідорів.
Вражає бурштиново-зеленими плодами з легким жовтувато-помаранчевим відтінком, плоско-округлої форми. У розрізі – яскраво-зелені. Сорт ранній, дуже врожайний, дає середні і великі плоди чудового аромату і смаку. 
Наділений високою стійкістю до хвороб. Висота - 100-120 см, потреба в підв'язуванні - середня. Високорослий, дуже урожайний.

## Історія
Сорт Cherokee Green (Зелений Черокі) вивів Крейг ЛеХульє (Craig LeHoullier). У 1990 р. Крейг отримав поштою насіння від Д. Гріна Сев'єрвілля (J. D. Green of Sevierville) із Теннессі. У листі було написано, що це насіння фіолетового помидора Черокі, які 100 років тому індійці передали його сусіду. 
Справді, у Крейга виросли дуже темні помідори: чорні з фіолетовим відтінком. Була дана назва Фіолетовий Черокі (Cherokee Purple).
У 1995 р. на одній з рослин виріс плід з жовтою скоринкою (з середини такий же темний). Рослини, отримані з насіння цього плоду, Крейг назвав Шоколадним Черокі (Cherokee Chocolate).
У 1997 р. одна із рослин Шоколадного Черокі дала плід з зеленою кожурою (розмери, аромат були успадковані від попередника). Його бурштиново-зелені нащадки і є сортом Зелений Черокі (Cherokee Green).